# 여선생 VS 여제자
"여선생 VS 여제자"(영어: Lovely Rivals)는 2004년 개봉한 대한민국의 코미디 영화이다.

## 줄거리
송림초등학교 입학식 첫날. 자동차 한 대가 카레이서도 울고갈 화려한 운전기술을 선보이며 운동장 한 구석에 멈췄다. 문이 열리고 등장한건 올해부터 5학년 2반 담임을 맡기로 한 여교사 여미옥. 대도시에 있는 '좋은 학교'에서 근무하고 싶었던 미옥은 낮에는 학교에서 일하고 학교가 끝나면 학원을 다니며 임용고시를 준비하고 있었다. 하지만 바로 다음날, 새로 부임만 미술교사 권상춘에게 첫눈에 반한뒤부터 임용고시준비를 미뤄두고 상춘의 관심을 받는 일에만 집착하기 시작한다.
그런데 그녀의 열렬한 구애는 또다른 경쟁자가 나타나면서 제동이 걸렸다. 바로 자신이 가르치는 제자 중 한명인 '고미남'이었다. 미옥은 미남을 떼어내기 위해 온갖 방법을 동원하지만 상상 이상으로 영악하고 대범한 미남에게 역으로 당하기 일쑤였다. 그러던 어느날, 어떤 사건을 계기로 두 사람의 갈등은 극에 달했고 미남은 학교를 나오지 않았다. 이날, 미남의 어머니를 찾아가 뜻밖의 이야기를 들은 미옥은 미남을 다시 보기 시작했고 자신의 교사 자질도 반성하기 시작한다.

## 캐스팅
- 염정아 : 여미옥 역
- 이세영 : 고미남 역
- 이지훈 : 권상춘 역
- 변희봉 : 교장 역
- 나문희 :  미옥 모 역
- 최란 : 미남 모 역
- 서지원 : 안경수 역
- 이지영 : 임경아 역
- 황예슬 : 민초희 역
- 김가람 : 조아영 역
- 김금지 : 정정애 역
- 김응수 : 교감 역
- 이재구 : 김준성 역
- 하덕성 : 반동만 역
- 최보광 : 장수경 역
- 김정영 : 양경미 역
- 박길순 : 유부녀여선생 역
- 이영미 : 유부녀여선생 역
- 황경애 : 유부녀여선생 역
- 이슬 : 6학년 역
- 이원지 : 6학년날나리 역
- 차희선 : 6학년날나리 역
- 윤석 : 회상남선생 역
- 윤원희 : 회상여선생 역
- 정세리 : 어린 미옥 역
- 김재옥 : 포장마차손님 역
- 이종수 : 신참경찰 역
- 나재균 : 경수 부 역
- 구본임 : 경수 모 역
- 이연우 : 드라마여 역
- 김덕주 : 항의학부모 역
- 신현종 : 항의학부모 역
- 전국향 : 항의학부모 역
- 김가은 : 5학년2반학생 역
- 김가혜 : 5학년2반학생 역
- 김범서 : 5학년2반학생 역
- 김보미 : 5학년2반학생 역
- 김양규 : 5학년2반학생 역
- 김지혜 : 5학년2반학생 역
- 김진호 : 5학년2반학생 역
- 김환영 : 5학년2반학생 역
- 박소라 : 5학년2반학생 역
- 오은석 : 5학년2반학생 역
- 이동혁 : 5학년2반학생 역
- 이승은 : 5학년2반학생 역
- 이승진 : 5학년2반학생 역
- 이정헌 : 5학년2반학생 역
- 정대옥 : 5학년2반학생 역
- 정형민 : 5학년2반학생 역
- 천승환 : 5학년2반학생 역
- 최윤정 : 5학년2반학생 역
- 강이자 : 송림초교사 역
- 김남숙 : 송림초교사 역
- 김동길 : 송림초교사 역
- 김유리 : 송림초교사 역
- 김혜경 : 송림초교사 역
- 박성노 : 송림초교사 역
- 박숙경 : 송림초교사 역
- 박채용 : 송림초교사 역
- 설영문 : 송림초교사 역
- 임원희 : 드라마남 역 (특별출연)
- 이원종 : 고참경찰 역 (특별출연)
- 차승원 : 김봉두 역 (특별출연)